# Aukra
Aukra – norweska gmina leżąca w regionie Møre og Romsdal.
Aukra jest 419. norweską gminą pod względem powierzchni.

## Demografia
Według danych z roku 2005 gminę zamieszkuje 3050 osób. Gęstość zaludnienia wynosi 52,11 os./km². Pod względem zaludnienia Aukra zajmuje 268. miejsce wśród norweskich gmin.
| ludność stan na 1 stycznia 2005 |         |           |       |
|                                 | kobiety | mężczyźni | razem |
| osób                            | 1517    | 1533      | 3050  |
| %                               | 49,74%  | 50,26%    | 100%  |

| wykształcenie stan na 1 października 2004 |            |         |        |          |
|                                           | podstawowe | średnie | wyższe | nieznane |
| osób                                      | 611        | 1314    | 404    | 49       |
| %                                         | 25,69%     | 55,26%  | 16,99% | 2,06%    |

## Edukacja
Według danych z 1 października 2004:
- liczba szkół podstawowych (norw. grunnskolar): 2
- liczba uczniów szkół podstawowych: 439

## Władze gminy
Według danych na rok 2011 administratorem gminy (norw. rådmann) jest Dagfinn Aasen, natomiast burmistrzem (norw. ordfører, d. borgermester) jest Bernard Riksfjord z partii Arbeiderpartiet.